# 舎人
舎人（とねり/しゃじん）とは、皇族や貴族に仕え、警備や雑用などに従事していた者。その役職。

## 概要
舎人（とねり）とは天皇や貴人に近侍して仕えることを職分とする官である。ヤマト王権時代には既に存在した。律令時代には皇室や朝廷に仕えるトネリは「舎人」、親王と内親王に与えられるトネリは「帳内」、五位以上の大夫（貴族）に与えられるトネリは「資人」と書き、表記で区別したが読みはすべてトネリである（親王が五位以上の官位をもっている場合には帳内と資人の両方を与えられた）。帳内と資人はそれぞれの家政機関で主人に仕えた。
天武天皇の673年（白鳳2年）に大舎人寮に仕官希望者を配属させる制度を定めて本格的整備が始まる。律令制の成立後、公的な舎人制度として内舎人（定員90人）・大舎人（同左右各800人、計1600人）・東宮舎人（同600人、うち30人が帯刀舎人）・中宮舎人（同400人）などが設置された。原則的に三位以上の公卿の子弟は21歳になると内舎人として出仕し、同様に五位以上の貴族の子弟は中務省での選考の上、容姿・能力ともに優れた者は内舎人となり、それ以外は大舎人・東宮舎人・中宮舎人となった。大舎人・東宮舎人・中宮舎人の不足分は六位以下の位子からも補われた。この他に兵衛なども舎人と同じような性格を有した他、令外官的な舎人も存在した。
舎人の職務そのものは宿直や護衛、その他の雑用などであったが、その中において官人として必要な知識や天皇への忠誠心などを学んだ。律令制の任官制度では、舎人に任じられた者は一定期間の後に選考が行われて官人として登用されることになっており、支配階層の再生産装置として機能した。また、地方出身者は帰国後に在庁官人や郡司に任じられた。朝廷にとって、国内支配階層の各層から舎人を集めることは、その影響力を各方面に及ぼす上で有利に働いた。
こうした律令の支配が地方へも及んだことは、出雲国風土記で出雲国意宇郡に舎人郷（現：島根県安来市）の地名が見られることからも類推される。だが、平安時代に入ると、舎人の志望者が減少して、本来舎人になれない外位や白丁の子弟からも不足分を補うようになった。また、舎人の身分を悪用して違法行為を行うものも現れ、制度そのものの衰退につながり、「舎人」は使われなくなっていったと考えられる。